# Ricard Manfredi
Ricard Manfredi (Riccardo Manfredi) va ser fill de Francesc I Manfredi. Va ser armat cavaller pel rei de Nàpols el 1316. Va ser capità del poble a Imola el 1322 i fins al 1327.
Senyor de Baccagnano, Montemaggiore, Cavina, Cerrone, Rontana, Pozzolo, Zattaglia, Vedreto, Collina, Pozzo, Cesate, Martignano, Solarolo i Gattaia (junt amb son germà Malatestí Manfredi) el 1328.
Va ser proclamat senyor sobirà de Faenza el 8 de gener de 1339. Senyor de Fontanamoneta i de Bagnacavallo el 1340. Va morir a Faenza el 23 d'agost de 1340. Estava casat amb Diletta de Cunio, filla del comte Alberigo de Cunio. Va ser el pare de Rengarda (casada amb el comte Giovanni Ubaldini consenyor de Citta di Castello, i en segones noces amb Azzo Alodisi, senyor d'Imola) i de dos fils naturals legitimats: Joan Manfredi i Guillem Manfredi.